# Gisborne

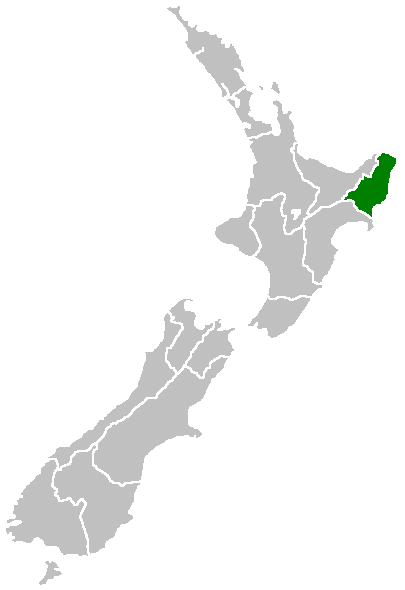
Posição de Gisborne na Nova Zelândia.

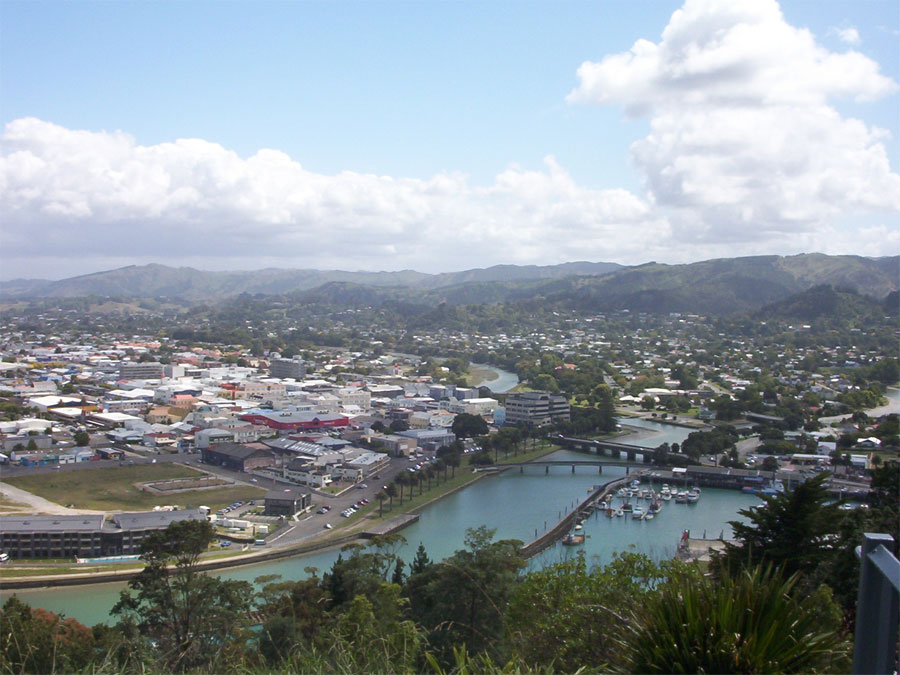
Vista do centro da cidade de Gisborne.

Gisborne é uma região e um porto na Baía de Poverty da Ilha do Norte, na Nova Zelândia. Sua capital é a cidade de mesmo nome. A região tem uma área de 8.355km² e 44.500 habitantes.
A cidade exporta lã, carne de carneiro congelada e produtos agrícolas.
James Cook desambarcou nas proximidades desta cidade, em 1769.

## Subúrbios de Gisborne
Awapuni
Elgin
Gaddums Hill
Kaiti
Manutuke
Mangapapa
Riverdale
Riverside
Riverview
Sponge Bay
Tamarau
Te Hapara
Te Wharau
Waikanae
Waikirikiri
Wainui Beach
Whataupoko
Heatherlea